# Université de la francophonie
 (janvier 2013).
Si vous disposez d'ouvrages ou d'articles de référence ou si vous connaissez des sites web de qualité traitant du thème abordé ici, merci de compléter l'article en donnant les références utiles à sa vérifiabilité et en les liant à la section « Notes et références ».
 (janvier 2013).
L’université de la Francophonie est une « organisation de coopération culturelle, scientifique et éducative » réunissant des spécialistes de différentes disciplines et des acteurs de la société civile de différents pays, les uns apportant aux autres leurs compétences, les autres leur disponibilité et leur énergie dans des projets communs.
Ses membres et sympathisants, universitaires et amateurs, œuvrent en faveur du partage des connaissances, de la valorisation des patrimoines, du développement économique et social dans les pays défavorisés par l'histoire ou la géographie, de l'émergence de nouvelles formes d'expression de communication et d'art. L’Université de la Francophonie organise dans des pays francophones ou non colloques, expositions, stages, journées d’études, conférences selon son propre programme ou en soutien d’autres initiatives. Sa première aire d'action étant la Francophonie, elle favorise la relation du français avec d’autres langues internationales, nationales, locales ou ethniques dans la production et la diffusion du savoir. 
Faisant suite à une Coordination francophone de Limoges, elle a été formellement créée en 1986 par le professeur Jean-Marie Grassin (président), alors vice-président chargé des relations internationales de l’Université de Limoges, pour ce qui est du réseau universitaire et Jacques Valéry (délégué général) pour le tissu associatif sur lequel elle s'appuie. De 1984 à 1997 au mois de septembre, elle a animé des Sessions de l'Université de la Francophonie constituées d'une série de stages intensifs, congrès, séminaires, journées d'études en diverses disciplines (majoritairement en médecine et en lettres) et fonctionnant en parallèle avec le « Festival International des Francophonies »(Archive.org • Wikiwix • Archive.is • Google • Que faire ?) ; ce partenariat permettait des échanges de participants venus de nombreux pays, les étudiants fréquentant le festival et les artistes du festival trouvant à l'université un cadre propice à une réflexion critique. D'autres institutions sont venues ensuite renforcer cette synergie où l'Université de la Francophonie trouve sa place ; la réalisation la plus importante reste la Bibliothèque francophone multimédia de Limoges, pôle associé à la Bibliothèque nationale de France pour la littérature francophone, dont la conception a été fortement animée par le maire-adjoint de Limoges Monique Boulestin dans les années 1980-1990.

## Historique

### La Coordination francophone de Limoges
Entre 1970-1986, l'ouverture de Limoges vers les pays de langue française a donné lieu à la création d'une « Coordination francophone de Limoges » à la fois universitaire et extra-universitaire qui a permis l'organisation de manifestations sur l'Afrique, des contributions au Conseil pour le Développement du Français en Louisiane (CODOFIL) et le fonctionnement d'un « projet intégré franco-québécois » avec l'Université McGill à Montréal pour le renouvellement de l'historiographie littéraire francophone.

### L’Université de la Francophonie et le Festival International des Francophonie
Aux côtés de Pierre Debauche, directeur du Centre National Dramatique de Limoges, la "Coordination francophone" animée par Jean-Marie Grassin à l'Université de Limoges participe activement en 1984 à la création du Festival International des Francophonies. Le premier festival organisé par Monique Blin se déroule ainsi en grande partie sur le campus des lettres à Limoges-Vanteaux avec un colloque international sur les Arts de la Parole. Le principe général mis en œuvre dès ce premier festival est que les troupes de théâtre venues de pays différents apprennent les unes des autres, et que, d'autre part, l'université leur offre un cadre critique de réflexion sur les créations du festival, et plus généralement sur le dialogue des arts, la fonction du théâtre dans les sociétés, les rapports entre culture et développement, etc. 
Ainsi se mettent en place les sessions d'Université de la Francophonie coordonnées par l'association pendant les deux semaines du Festival. L'Université de Limoges essaie de concentrer en cette période autant de manifestations que possible, congrès, colloques, séminaires, non seulement en lettres pour le théâtre francophone, mais aussi en droit, médecine, mathématiques, géographie, etc. Les invités de l'université profitent d'un environnement international et pluridisciplinaires, et peuvent assister à des spectacles venus de loin ; les artistes en revanche fréquentent les manifestations de l'université qui les intéressent et font connaître leurs réalisations. Les étudiants de troisième cycle en lettres de l'université participent à un stage de recherche intensif où ils étudient et critiquent les œuvres présentées au Festival, interviewent les auteurs et les artistes, inventent des sujets de thèse. Les manifestations organisées directement par l'association de l'Université de la Francophonie ont pour objectif principal de servir de laboratoire d'idées permettant d'apporter des réponses aux problèmes à l'ordre du jour grâce à l'interaction des spécialistes convoqués d'horizons multiples. Jacqueline Ott (École des Beaux-Arts d'Angers) en a assuré la coordination jusqu'en 2000.
Après 1996, ces sessions intensives à Limoges laissent la place à des manifestations plus étalées dans le temps, tandis que l'association de l'Université de la Francophonie apporte son soutien scientifique et logistique à des opérations menées ailleurs dans le monde, assurant toujours cependant une présence et une activité pendant le Festival des Francophonies à Limoges.

### L’association pour l'université de la Francophonie à l'université de Limoges
Le siège international de l'organisation de l'université de la Francophonie a été fixé en 1986 à l'université de Limoges.

### Le centre de ressources francophones à l'université de Limoges
En 1996, l'université de Limoges a créé en interne son propre « Centre de ressources 'Université de la Francophonie' (UIFR) » à l'initiative du professeur Michel Dumas (Médecine), ensuite dirigé par le professeur Guy Matejka (École d'ingénieurs). Arielle Thauvin-Chapot dirige l'Institut du Français Langue Étrangère qui organise régulièrement des activités de réflexion à l'occasion du Festival (un colloque sur Haïti en 2010 par exemple). 
L'organisation de l'université de la Francophonie continue naturellement à apporter son soutien au centre de ressources de l'université de Limoges et annuellement au Festival International des Francophonies en Limousin.
Voir l'espace francophone de l'université de Limoges.

## Actions internationales

### Écoles doctorales francophones dans le monde (organisées, pilotées,  ou soutenues par l'UF)
- Doctorats en lettres et sciences humaines à Banjul, Gambie (coopération PADEF / université de Limoges)
- École doctorale française du Brésil 
  - Rio Grande do Sul
  - Manaus
  - Santarém (Pará)
- Universidade Federal do Rio Grande do Sul
- Région des Grands Lacs (Afrique)

### Forum social mondial de Porto Alegre
L'université de la Francophonie a organisé un atelier (quadrilingue français, portugais, anglais et espagnol) sur l' « Émergence de formations supérieures alternatives » au sein des trois premiers forums.

### Missions
Invitation de Jean-Marie Grassin, alors en visite à l'université de Piatigorsk (Russie), par la République de Kabardino-Balkarie (Caucase du Nord) pour une amorce de l'enseignement du français (2007).

### Documentation francophone dans le monde
- Équipement des écoles de Pabré (Burkina Faso)
- Bibliothèque de l'université nationale du Rwanda, campus de Ruhengeri/Nyakinama
- Bibliothèque de l'Universidade Luterana do Brasil
- Bibliothèque de l'université de Ouagadougou (UO)
- Bibliothèque de l'université de Djibouti

### Programmes de recherche en coopération
- Histoire comparée des littératures francophones : projet financé par le gouvernement du Québec avec le soutien de la Coordination francophone de Limoges, 1980-1984, dir. Eva Kushner à l'université McGill et Jean-Marie Grassin à l'université de Limoges.
- Réseau d'Études des Littératures du Sahel (RELIS) resp. : Sanou Salaka, Université de Ouagadougou
- Centre de Recherche sur l'Émergence des Cultures Amazoniennes à la Modernité (Santarém, Par'a), resp. : Jean-Marie Grassin

## Élaboration des connaissances

### Congrès et colloques
(quand aucun lieu n'est indiqué, la manifestation a eu lieu à l'Université de Limoges ; quand aucun partenaire n'est indiqué, le colloque a été organisé par l'Université de la Francophonie elle-même bénéficiant généralement des infrastructures de l'établissement public Université de Limoges

### Soutien aux thèses de doctorat et devenir des diplômés

#### Doctorats en lettres et sciences humaines dirigés par Jean-Marie Grassin
Mamadou Tangara, « Les secrets de l'histoire et du mythe dans l'épopée du Kaabu d'après les traditions orales mandingues », dir. Jean-Marie Grassin et Lilyan Kesteloot (IFAN, Dakar), 2007 ; professeur puis président de University of the Gambia (Banjul), ministre des Affaires Étrangères de la République de Gambie.

## Diffusion des connaissances

### Expositions
(sauf indication contraire, le lieu de l'exposition est l'université de Limoges)
- Aux origines de la Francophonie : L'enseignement Outre-mer dans les années 1930-1940, École normale mixte de Limoges
- L'homme de Chancelade (préhistoire), Hotel de région du Limousin, 1991, org. Thierry Tillet
- Retour d'Égypte, octobre 1991, org. Ashraf Sadek
- Promotion de l'édition francophone, à l'occasion du Festival International des Francophonies, sept.- octobre 1992
- Culture Touareg, Château de Nieul,  sept.- octobre 1992, org. Thierry Tillet
- Émergence de la littérature francophone, Hôtel de la Région Limousin, sept.- octobre 1992, org. Jean-Marie Grassin
- Culture rwandaise, sept.- octobre 1992, org. Joseph Nsengimana (U N Rwanda) avec une table ronde le 28 septembre 1992
- Regard sur la littérature francophone d'Afrique, ICES à La Roche-sur-Yon, juin-juillet 1999, org. Hervé Grollier, Béatrice Grassin
- Littératures de la Mer Rouge et de la Corne de l'Afrique, à l'occasion du XXXe congrès de la Société Française de Littérature Générale et Comparée, septembre 2001, org. Jean-Dominique Penel, (U NIamey), Ibrahim Abdulmalik (U djibouti), Kadar (U Djibouti)

### Coopérations
EGALISE (Bellac / Gambie)
Patrimoines du Vouvantais (Vendée) en Bas-Poitou "Œuvre d’intérêt général pour l’étude, la conservation et la valorisation du patrimoine historique, artistique, religieux et littéraire de l’espace vouvantais".
L'Université de la Francophonie s'est chargée de constituer le conseil scientifique de l'association ; celui-ci a pour vocation d'instruire, de rédiger, ou d'évaluer les dossiers en vue des projets dans lesquels les "Patrimoines du Vouvantais" souhaitent s'engager, ou pour lesquels ils envisagent de solliciter des concours extérieurs.

### Publications
Jean-Dominique Pénel, Documents pour une histoire de l'école à Djibouti. Première période 1885-1922, Limoges, 1998.
Jacques Bariou,
Actes

### La version francophone duDictionnaire International des Termes Littéraires
L'université de la Francophonie rassemblant année après année des écrivains et des spécialistes de théorie et d'histoire littéraires a été l'un des laboratoires les plus fertiles en vue du Dictionnaire International des Termes Littéraires dont le président de l'université de la Francophonie, Jean-Marie Grassin, se trouve être  le directeur scientifique depuis 1989. Il s'agit d'un projet permanent fondé en 1963 par l' Association Internationale de Littérature Comparée sous la direction de Robert Escarpit ; l'une de ses deux langues de travail est le français. Ses objectifs sont 1) de recenser (par une veille terminologique continue les termes littéraires et culturels employés dans la critique internationale) ; 2) de clarifier les notions qu'ils recouvrent (au moyen de séminaires, journée d'études, débats pluridisciplinaires) ; 3) de définir ces termes (dans des ouvrages de référence, dont le site du [DITL http://www.ditl.info DITL]).
Lors du séminaire du DITL de 2009 qui s'est tenu à l'université Harvard, il a été décidé de mettre en chantier des versions du Dictionnaire en diverses langues par traduction et adaptation des originellement produits en anglais ou en français selon la préférence de l'auteur. En 2010, l'université de la Francophonie a pris en charge la future version entièrement francophone du DITL.

## Groupes, Sections, Collaborations
- Section médicale de l'Université de la Francophonie (président : Professeur Michel Dumas)
- Amis du Musée de la Résistance et de la Déportation à Limoges (Jacques Valéry)
- Coordination des africanistes et tropicalistes de Limoges (histoire, géographie, médecine, littérature, études brésiliennes)
- RELIS pour le Sahel (Professeur Sanou Salaka à Ouagadougou)
- Section Histoire
- Section Géographie (Professeur Ginette Pallier)